# Single numer jeden w roku 2002 (Polska)
Notowanie Polish Airplay Chart przedstawia najpopularniejsze utwory w polskich rozgłośniach radiowych. Dane w roku 2002 publikowane i kompletowane były przez firmę PiF PaF Production w oparciu o cotygodniową liczbę odegrań w radio. Poniżej znajdują się tabele prezentujące najpopularniejsze single we wszystkich rozgłośniach (Lista Krajowa) oraz najpopularniejsze single w stacjach lokalnych i regionalnych (Lista Regionalna) w roku 2002.

## Polish Airplay Chart
| Tydzień | Lista Krajowa                   | Lista Krajowa                  | Źródło | Lista Regionalna                            | Lista Regionalna             | Źródło |
| Tydzień | Wykonawca                       | Utwór                          | Źródło | Wykonawca                                   | Utwór                        | Źródło |
| ------- | ------------------------------- | ------------------------------ | ------ | ------------------------------------------- | ---------------------------- | ------ |
| 1/2002  | Kylie Minogue                   | „Can't Get You Out of My Head” | [ 1 ]  | Britney Spears                              | „Overprotected”              | [ 2 ]  |
| 2/2002  | Robbie Williams & Nicole Kidman | „Somethin’ Stupid”             | [ 3 ]  | Shakira                                     | „Whenever, Wherever”         | [ 4 ]  |
| 3/2002  | Robbie Williams & Nicole Kidman | „Somethin’ Stupid”             | [ 5 ]  | Edyta Górniak                               | „Jak najdalej”               | [ 6 ]  |
| 4/2002  | Robbie Williams & Nicole Kidman | „Somethin’ Stupid”             | [ 7 ]  | Alizée                                      | „L'Alizé”                    | [ 8 ]  |
| 5/2002  | Robbie Williams & Nicole Kidman | „Somethin’ Stupid”             | [ 9 ]  | Brainstorm                                  | „Waterfall”                  | [ 10 ] |
| 6/2002  | Shakira                         | „Whenever, Wherever”           | [ 11 ] | Brainstorm                                  | „Waterfall”                  | [ 12 ] |
| 7/2002  | Sarah Connor                    | „From Sarah with Love”         | [ 13 ] | Kylie Minogue                               | „In Your Eyes”               | [ 14 ] |
| 8/2002  | Shakira                         | „Whenever, Wherever”           | [ 15 ] | Pet Shop Boys                               | „Home and Dry”               | [ 14 ] |
| 9/2002  | Sarah Connor                    | „From Sarah with Love”         | [ 16 ] | Céline Dion                                 | „A New Day Has Come”         | [ 17 ] |
| 10/2002 | Shakira                         | „Whenever, Wherever”           | [ 18 ] | Sheryl Crow                                 | „Soak Up the Sun”            | [ 19 ] |
| 11/2002 | Sarah Connor                    | „From Sarah with Love”         | [ 20 ] | Republika                                   | „Śmierć na pięć”             | [ 21 ] |
| 12/2002 | Sarah Connor                    | „From Sarah with Love”         | [ 22 ] | Lighthouse Family                           | „Run”                        | [ 23 ] |
| 13/2002 | Céline Dion                     | „A New Day Has Come”           | [ 24 ] | Ronan Keating                               | „If Tomorrow Never Comes”    | [ 25 ] |
| 14/2002 | Céline Dion                     | „A New Day Has Come”           | [ 26 ] | T.Love                                      | „Ajrisz”                     | [ 27 ] |
| 15/2002 | Céline Dion                     | „A New Day Has Come”           | [ 28 ] | Dido                                        | „All You Want”               | [ 29 ] |
| 16/2002 | Céline Dion                     | „A New Day Has Come”           | [ 30 ] | Ich Troje                                   | „Tango straconych”           | [ 31 ] |
| 17/2002 | Céline Dion                     | „A New Day Has Come”           | [ 32 ] | Shakira                                     | „Underneath Your Clothes”    | [ 33 ] |
| 18/2002 | Céline Dion                     | „A New Day Has Come”           | [ 34 ] | Myslovitz                                   | „Acidland”                   | [ 35 ] |
| 19/2002 | Céline Dion                     | „A New Day Has Come”           | [ 36 ] | Joe Cocker                                  | „Never Tear Us Apart”        | [ 37 ] |
| 20/2002 | a-ha                            | „Forever Not Yours”            | [ 38 ] | Macy Gray                                   | „Boo”                        | [ 39 ] |
| 21/2002 | a-ha                            | „Forever Not Yours”            | [ 40 ] | P!nk                                        | „Don't Let Me Get Me”        | [ 41 ] |
| 22/2002 | Sophie Ellis-Bextor             | „Murder on the Dancefloor”     | [ 42 ] | Bryan Adams                                 | „Here I Am”                  | [ 43 ] |
| 23/2002 | Wilki                           | „Baśka”                        | [ 44 ] | Morcheeba                                   | „Otherwise”                  | [ 45 ] |
| 24/2002 | Wilki                           | „Baśka”                        | [ 46 ] | Sarah Connor                                | „If U Were My Man”           | [ 47 ] |
| 25/2002 | Wilki                           | „Baśka”                        | [ 48 ] | Jennifer Paige                              | „Stranded”                   | [ 49 ] |
| 26/2002 | Wilki                           | „Baśka”                        | [ 50 ] | Edyta Bartosiewicz                          | „Niewinność”                 | [ 51 ] |
| 27/2002 | Wilki                           | „Baśka”                        | [ 52 ] | Céline Dion                                 | „I'm Alive”                  | [ 53 ] |
| 28/2002 | Wilki                           | „Baśka”                        | [ 54 ] | Sophie Ellis-Bextor                         | „Get Over You”               | [ 55 ] |
| 29/2002 | Wilki                           | „Baśka”                        | [ 56 ] | a-ha                                        | „Lifelines”                  | [ 57 ] |
| 30/2002 | The Calling                     | „Wherever You Will Go”         | [ 58 ] | Idol                                        | „Może się wydawać”           | [ 7 ]  |
| 31/2002 | The Calling                     | „Wherever You Will Go”         | [ 59 ] | Lighthouse Family                           | „Happy”                      | [ 60 ] |
| 32/2002 | Céline Dion                     | „I'm Alive”                    | [ 61 ] | Futro                                       | „Spacer po miłość...”        | [ 62 ] |
| 33/2002 | Céline Dion                     | „I'm Alive”                    | [ 63 ] | Chris de Burgh                              | „Guilty Secret”              | [ 7 ]  |
| 34/2002 | Céline Dion                     | „I'm Alive”                    | [ 64 ] | The Crash                                   | „Star”                       | [ 65 ] |
| 35/2002 | Céline Dion                     | „I'm Alive”                    | [ 66 ] | LeAnn Rimes                                 | „Life Goes On”               | [ 67 ] |
| 36/2002 | Céline Dion                     | „I'm Alive”                    | [ 68 ] | Whitney Houston                             | „Whatchulookinat”            | [ 69 ] |
| 37/2002 | a-ha                            | „Lifelines”                    | [ 70 ] | Faith Hill                                  | „Cry”                        | [ 71 ] |
| 38/2002 | Wilki                           | „Urke”                         | [ 72 ] | Kasia Kowalska                              | „Antidotum”                  | [ 73 ] |
| 39/2002 | a-ha                            | „Lifelines”                    | [ 74 ] | Morcheeba                                   | „Way Beyond”                 | [ 75 ] |
| 40/2002 | Las Ketchup                     | „The Ketchup Song (Aserejé)”   | [ 76 ] | Krzysztof Krawczyk                          | „Bo jesteś Ty”               | [ 77 ] |
| 41/2002 | Las Ketchup                     | „The Ketchup Song (Aserejé)”   | [ 78 ] | Phil Collins                                | „Can't Stop Loving You”      | [ 79 ] |
| 42/2002 | Wilki                           | „Urke”                         | [ 80 ] | Santana feat. Michelle Branch               | „The Game of Love”           | [ 81 ] |
| 43/2002 | Wilki                           | „Urke”                         | [ 82 ] | Santana feat. Michelle Branch               | „The Game of Love”           | [ 83 ] |
| 44/2002 | Las Ketchup                     | „The Ketchup Song (Aserejé)”   | [ 84 ] | Santana feat. Michelle Branch               | „The Game of Love”           | [ 85 ] |
| 45/2002 | Myslovitz                       | „Sprzedawcy marzeń”            | [ 86 ] | Robbie Williams                             | „Feel”                       | [ 87 ] |
| 46/2002 | Wilki                           | „Urke”                         | [ 88 ] | Robbie Williams                             | „Feel”                       | [ 89 ] |
| 47/2002 | Santana feat. Michelle Branch   | „The Game of Love”             | [ 7 ]  | Anna Maria Jopek & Friends with Pat Metheny | „Tam, gdzie nie sięga wzrok” | [ 7 ]  |
| 48/2002 | Krzysztof Krawczyk              | „Bo jesteś Ty”                 | [ 7 ]  | Anna Maria Jopek & Friends with Pat Metheny | „Tam, gdzie nie sięga wzrok” | [ 7 ]  |
| 49/2002 | Krzysztof Krawczyk              | „Bo jesteś Ty”                 | [ 7 ]  | Wilki                                       | „Ja ogień Ty woda”           | [ 7 ]  |
| 50/2002 | Phil Collins                    | „Can't Stop Loving You”        | [ 7 ]  | —                                           | —                            | —      |
| 51/2002 | Robbie Williams                 | „Feel”                         | [ 7 ]  | Craig David                                 | „Hidden Agenda”              | [ 7 ]  |
| 52/2002 | Robbie Williams                 | „Feel”                         | [ 7 ]  | Craig David                                 | „Hidden Agenda”              | [ 7 ]  |